# HD 16735
HD 16735，又名BD+52 616，SAO 23556、HR 787，是一颗恒星，视星等为5.84，位于銀經139.16，銀緯-5.79，其B1900.0坐标为赤經2h 35m 56.5s，赤緯+53° -5.79′ 59″。